# Hranit Mikaszewicze
Hranit Mikaszewicze (biał. ФК «Граніт» Мікашэвічы) – białoruski klub piłkarski z siedzibą w miejscowości Mikaszewicze, grający na zapleczu ekstraklasy białoruskiej.

## Historia
Klub został założony w 1978. W 2008 zadebiutował w Wyszejszej lidze, ale po dwóch sezonach spadł z najwyższej ligi.

## Osiągnięcia
- 10 miejsce w Wyszejszej lidze:

2008
- 1/4 finału Pucharu Białorusi:

2009